# David Bedford
David Vickerman Bedford (4 de agosto de 1937 - 1 de octubre de 2011) fue un compositor y músico inglés. Escribió e interpretó tanto música pop como música clásica. 
Bedford estudió música en la Real Academia de Música con Lennox Berkeley, y más tarde en Venecia con Luigi Nono. A finales de la década de 1960, orquestó el disco de Kevin Ayers Joy of a Toy, en el que también tocó los teclados. Pasó así a formar parte del grupo de acompañamiento de Ayers, The Whole World. 
A través de Ayers, conoció a Mike Oldfield, bajista entonces de The Whole World. En los 70 dirigió y orquestó la versión orquestal de Tubular Bells. Colaboró también en otros trabajos de Oldfield: así, fue vocalista en el sencillo de Oldfield Don Alfonso y orquestó la banda sonora de The Killing Fields. 
Como solista, grabó varios discos con Virgin Records, utilizando sus teclados y/o músicos de orquesta. Más tarde colaboró con artistas de muy diverso pelaje, como A-ha, Billy Bragg, la Edgar Broughton Band, Elvis Costello, Lol Coxhill, Frankie Goes to Hollywood, Roy Harper, Madness y Robert Wyatt.
Al mismo tiempo, Bedford desarrolló una carrera como compositor de música clásica contemporánea. En este campo, una de sus obras más conocidas es Star Clusters, Nebulae and Places in Devon (1971), para coro e instrumentos de viento de metal. En With 100 Kazoos (1971), se invita a la audiencia a sumarse al conjunto de instrumentistas que interpreta la obra, tocando el kazoo. En 1972 se publicó el disco Nurses Song with Elephants, en el que participaron Mike Oldfield y Kevin Ayers, junto a un grupo de músicos de orquesta. Bedford combinó músicos de formación clásica con intérpretes sin formación en otros trabajos, como Seascapes (1986), para orquesta y niños de colegio, y Stories from the Dreamtime (1991), escrito para 40 niños sordos acompañados por una orquesta. 
Entre 1969 y 1981, Bedford fue compositor residente en el Queen's College de Londres, y entre 1968 y 1980 fue profesor de música en varios institutos de Londres. Esta labor le llevó a componer una gran cantidad de música para fines educativos. La notación musical que utilizó se aparta a menudo de las convenciones, haciendo uso generoso de gráficos, lo que permite que sus obras puedan ser interpretadas por niños y otras personas que no saben interpretar la notación convencional. En 1996 fue nombrado compositor asociado de la English Sinfonía. En el 2001 se le nombró presidente de la Performing Right Society. 
La armonía de la música de Bedford tiende a ser estática. El interés de sus composiciones reside en los cambios de timbre y las texturas. En su música vocal recurrió a menudo a textos del poeta Kenneth Patchen. Para interpretar su canción Song of the White Horse, la soprano Diana Coulson tuvo que inhalar helio para lograr alcanzar las notas más altas que aparecen en la parte final de la composición. 
Bedford se inspiró a menudo en autores y temas de ciencia ficción. La letra de The Tentacles of the Dark Nebula proviene en parte del relato de Arthur C. Clarke Transcience, y el título de Star's End proviene de la Segunda Fundación de Isaac Asimov. 
David Bedford era hermano del director de orquesta Steuart Bedford y nieto del compositor, pintor y literato Herbet Bedford y la compositora Liza Lehmann.